# Yasemin Horasan
Yasemin Horasan (Istanbul, 1º agosto 1983) è un'ex cestista turca.
Alta 187 cm, giocava come centro.

## Carriera
Nel 2007-08 vince la Supercoppa con la Phard Napoli.
Con la Turchia ha disputato i Giochi olimpici di Londra 2012 e quattro edizioni dei Campionati europei (2005, 2007, 2009, 2011).